# بلاك تيما
بلاك تيما هي فرقة غنائية تأسست في عام 2004، تكونت الفرقة من ثلاثة شباب من النوبة وهم أمير صلاح الدين، أحمد بحر ومحمد عبده. أشتهروا بألبوم بحار (2010) وغاوي بني آدمين (2015) وحصدوا العديد من الجوائز من بينها، الميما كأفضل فريق غنائي في الشرق الأوسط، والميوزك أوورد للشرق الأوسط.